# Aloe gerstneri
Aloe gerstneri är en grästrädsväxtart som beskrevs av Gilbert Westacott Reynolds. Aloe gerstneri ingår i släktet Aloe och familjen grästrädsväxter.
Artens utbredningsområde är KwaZulu-Natal. Inga underarter finns listade i Catalogue of Life.